# Гиперкинезы
Гиперкине́зы (от др.-греч. ὑπέρ «сильно, крайне» — над, сверх и κίνησις — движение) или дискинези́и (от др.-греч. δυς- «плохой») — патологические, непроизвольные движения, внезапно возникающие в одной мышце или группе мышц по ошибочной команде головного мозга.

## Этиология
Проявляются при органических и функциональных поражениях нервной системы в области коры головного мозга, подкорковых двигательных центров или стволовой части мозга: экстрапирамидной системы таламуса, субталамического ядра, зубчатого ядра мозжечка, красного ядра и их систем связи.
. Обычно вызванные поражением базальных ганглиев или связанных с ними структур, образующих экстрапирамидную систему (экстрапирамидные гиперкинезы), реже поражением периферической нервной системы (периферические гиперкинезы). Могут возникать как побочное действие нейролептиков в составе нейролептического синдрома (лекарственный гиперкинез), в связи с их токсическим действием на экстрапирамидную систему.
Нередко они возникают на фоне инфекционных заболеваний (энцефалит, ревматизм), дисциркуляторной энцефалопатии; после перенесённой черепно-мозговой травмы, интоксикации и др.
Редко — появляются и при психических расстройствах. Гиперкинезы при диссоциативных (конверсионных) расстройствах, известные как истерические или функциональные гиперкинезы, отличаются причудливостью и манерностью движений, исчезают при покое и усиливаются при эмоциональном возбуждении. Карл Леонгард выделял гиперкинетический психоз (англ. hyperkinetic motility psychosis), разновидность циклоидного психоза с преобладанием гиперкинезии и маниакального или кататонического возбуждения.
Выраженность гиперкинезов можно уменьшить или кратковременно прекратить волевыми воздействиями, а также болевыми раздражениями, изменением позы, сном. Во сне гиперкинезы исчезают.

## Виды гиперкинезов
- Акатизия
- Атетоз
- Баллизм
- Дистония (мышечная дистония)
  - Краниальная дистония
  - Цервикальная дистония (спастическая кривошея)
  - Вторичная дистония
  - Лекарственная дистония
- Лицевой гемиспазм
- Миоклония
  - Физиологическая миоклония
  - Эссенциальная миоклония
  - Эпилептическая миоклония
  - Симптоматическая миоклония
  - Мультифокальная миоклония
  - Прогрессирующая миоклоническая атаксия
- Нейромиотония
- Пароксизмальные дискинезии
  - Пароксизмальная кинезиогенная дискинезия
  - Пароксизмальная некинезиогенная дискинезия
- Поздняя дискинезия
- Синдром «болезненные ноги (руки)-движущиеся пальцы»
- Синдром «ригидного человека»
- Тики
- Тремор (дрожание)
  - Физиологический тремор
  - Эссенциальный тремор
  - Паркинсонический тремор
  - Мозжечковый тремор
  - Рубральный (мезэнцефальный) тремор, или тремор Холмса
  - Дистонический тремор
  - Невропатический тремор
  - Психогенный тремор
- Хорея

## Лечение

### Консервативное лечение
- Противовоспалительная терапия.
- Улучшение кровообращения и метаболизма мозговой ткани.
- При наличии мышечной ригидности — усиление функции дофаминергических систем (см. дофамин) введением его предшественника Л-ДОФ А и мидантана и подавление антагонистической холинергической активности с помощью различных холинолитических препаратов (атропиновые препараты (см. атропин) типа циклодола, ромпаркин, паркопан, артан, ридинол).
- Препараты, подавляющие функцию допаминергических систем — нейролептики (трифтазин, динезин, галоперидол и др.). Эффект действия препаратов можно усилить присоединением элениума или седуксена в малых дозах.
- Общеукрепляющие процедуры, парафиновые аппликации, ванны, лечебная физкультура.
- Диета, богатая витаминами.
- Ортопедическое лечение (см. Ортопедия) с помощью ортопедических аппаратов и обуви.[1]

### Хирургическое лечение
- стереотаксический метод (см. Стереотаксис) применяют при торсионной дистонии. Применяется деструкция подкорковых ядер или имплантация хронических электродов. Операция прерывает связи зрительного бугра (см. Таламус) с экстрапирамидными образованиями.
- имплантация баклофеновой помпы
- комбинированная ризотомия

Однако оперативное вмешательство может быть рекомендовано лишь в тяжёлых случаях при отсутствии эффекта от длительно проводимой консервативной терапии.